# Бест, Рори
Рори Дэвид Бест (англ. Rory David Best; род. 15 августа 1982, Крейгавон, Арма, Бенбридж и Крейгавон) — ирландский регбист, выступавший на позиции хукера. Многолетний игрок команды «Ольстер» и сборной Ирландии.

## Биография

### Клубная карьера
Рори обучался в средней школе Тэндраджи при колледже Портадауна, окончил университет Ньюкасла по специальности «Сельское хозяйство». Будучи студентом, играл за команду «Ньюкасл Фалконз». В 2002 году он играл за команду «Белфаст Харлекуинз», будучи её капитаном, в 2004 году перешёл в «Ольстер». Дебютировал за клуб в 2005 году в Кельтской лиге в матче против «Манстера», в сезоне 2007/2008 принял капитанскую повязку от своего брата Саймона. Пропускал сезон 2009/2010 по причине проблем со спиной.
18 апреля 2019 года Бест объявил о том, что завершит карьеру игрока в этом году: из профессионального регби он уйдёт по завершении Кубка мира в Японии. Он заявил, что для него будет привилегией завершить карьеру на его же собственных условиях.

### Карьера в сборной
Рори дебютировал за сборную в ноябре 2005 года на Лэнсдаун Роуд в матче против Новой Зеландии. В стартовом составе он появился в 2006 году в поединке против ЮАР. Выступает за сборную под номером 2, который обычно зарезервирован для Джерри Фланнери. В 2007 году вместе со сборной играл на чемпионате мира 2007 года, на Кубке шести наций 2007 года выиграл со сборной приз «Тройная корона» (его сборная обыграла Англию, Шотландию и Уэльс). В 2009 году со сборной Ирландии также выиграл Большой шлем, в том же году участвовал в турне по Северной Америке, будучи капитаном сборной.
В 2011 году Рори заменил травмированного Джерри Фланнери в преддверии чемпионата мира, также он был капитаном на Кубке шести наций 2012 года после травмы Пола О’Коннелла. 26 мая 2013 Рори попал в состав сборной Великобритании (она же известна как «Британские и ирландские львы»), поскольку англичанин Дилан Хартли был выдворен из состава сборной за удаление в матче чемпионата Англии днём ранее и оскорбление судьи.
Рори Бест отметился играми на чемпионатах мира 2015 и 2019 годов. Последний матч за сборную он сыграл 19 октября 2019 года против Новой Зеландии, который ирландцы проиграли 14:46 и выбыли на стадии четвертьфинала чемпионата мира. На 63-й минуте его заменил Ниалл Сканнелл под аплодисменты зрителей и игроков, в том числе капитана «Олл Блэкс» Кирана Рида.

### Семья
Рори жил на семейной ферме в Пойнтцпасс. У него есть брат Саймон, бывший игрок «Ольстера» и сборной Ирландии. Жена Рори — Джоди Белл, преподаватель физкультуры в начальной школе Армстронга. 23 июня 2010 у Рори родился сын Бен.